# TGV M
El TGV M ("M" de modular, también conocido como Avelia Horizon) es un tren de pasajeros de alta velocidad diseñado y producido por Alstom. Tiene un diseño muy similar a los conjuntos TGV Duplex, con vagones de dos niveles y una configuración push-pull con un vagón motor en cada extremo. Sin embargo, es más eficiente energéticamente y proporciona costos operativos más bajos.
El desarrollo del TGV M se originó con el lanzamiento por parte de SNCF de un programa para adquirir una nueva generación de trenes de alta velocidad en 2015. En mayo de 2016, la empresa conjunta Speedinnov, encabezada por Alstom, fue seleccionada como el postor ganador del programa; El 7 de septiembre de 2016, SNCF y Alstom firmaron un acuerdo para diseñar y construir los nuevos trenes. En julio de 2018, SNCF realizó un pedido inicial de 2.700 millones de euros por 100 trenes, entonces denominado Avelia Horizon. La producción de las primeras carrocerías comenzó a mediados de 2020; dos años después, se estaban realizando pruebas dinámicas. En agosto de 2022, SNCF anunció que había ejercido una opción sobre 15 trenes TGV M de cuatro corrientes adicionales para servicios internacionales valorados en 590 millones de euros.
Se espera que el TGV M entre en servicio con el operador de trenes francés SNCF en servicio TGV en 2024; las entregas continuarán hasta la década de 2030.

## Historia
En 2015, SNCF lanzó un programa para seleccionar un proveedor para una nueva generación de trenes de alta velocidad, que se diseñará en colaboración con el fabricante. Entre sus requisitos, la SNCF especificó que los nuevos trenes sean al menos un 20% menos costosos de comprar que sus predecesores y que además tengan costes operativos más bajos. Según se informa, los planificadores estaban interesados en minimizar los costos de vida útil del material rodante para poder ofrecer billetes más baratos.

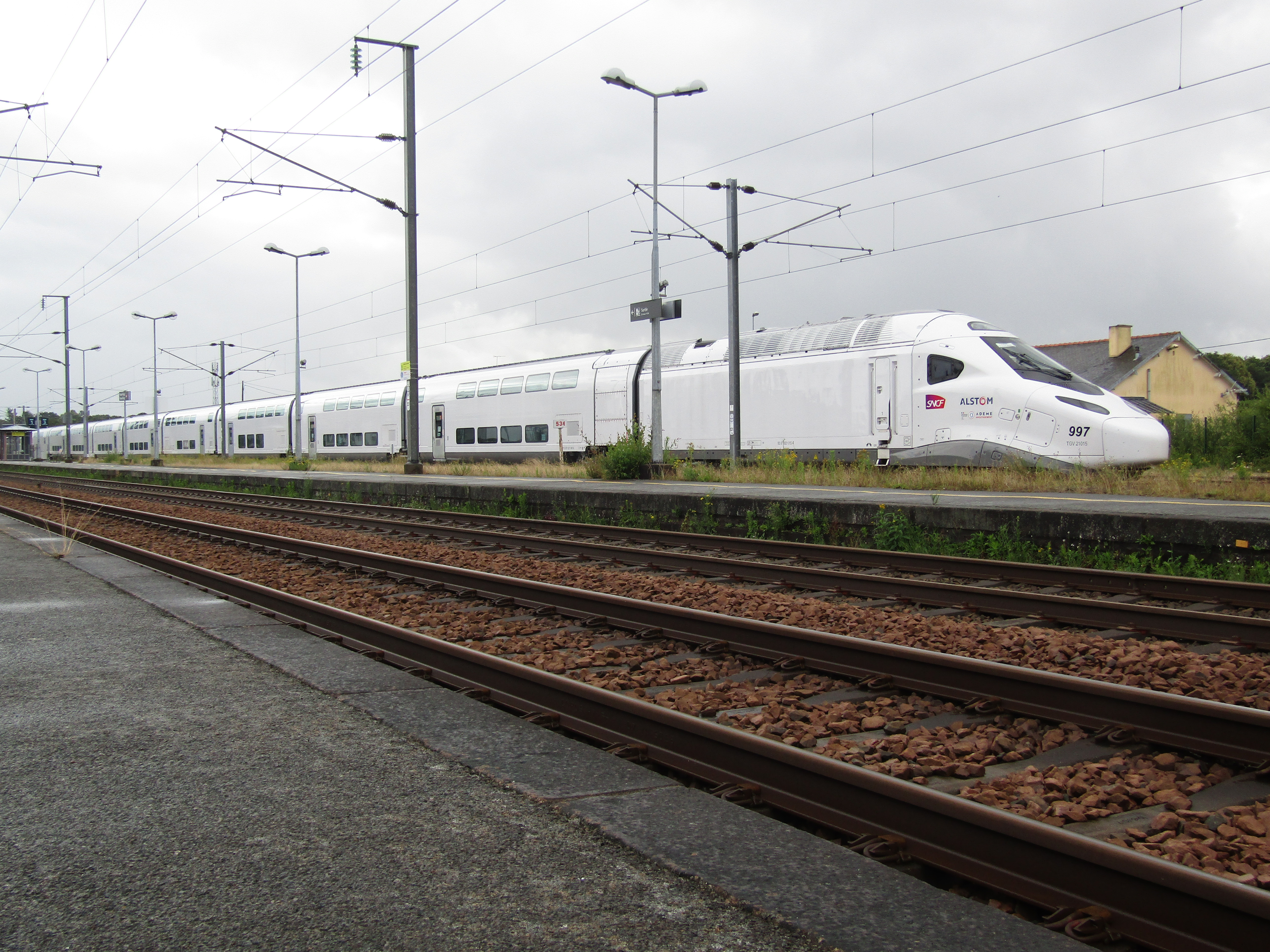
Tren en pruebas el 5 de julio de 2023.

Por esa época, la rentabilidad del ferrocarril francés estaba bajo presión por una combinación de aerolíneas de bajo coste, coches compartidos y operadores de autobuses de larga distancia; En respuesta, el gobierno francés fue proactivo en sus esfuerzos por reorientar a los viajeros de larga distancia hacia sus ferrocarriles. El programa recibió apoyo adicional a través de la estrategia Europa 2020 de la Comisión Europea. La agencia gubernamental francesa Ademe se asoció con el fabricante de material rodante Alstom para formar la empresa conjunta SpeedInnov, que presentó una oferta para el programa de la SNCF. La propuesta era para un nuevo tren que sería parte de una familia más amplia de equipos de alta velocidad que Alstom buscaría vender a nivel mundial; Esta filosofía supuso un cambio significativo con respecto a la de todos los pedidos anteriores de TGV, que implicaban la construcción de material rodante específicamente para adaptarse al mercado francés. Además de las nuevas tecnologías, también se reutilizaron muchas características existentes de los anteriores trenes de alta velocidad de la empresa.
SpeedInnov fue seleccionada como la oferta ganadora, lo que permitió que los trabajos comenzaran en mayo de 2016. El 7 de septiembre de 2016, SNCF y Alstom firmaron un acuerdo para diseñar y construir los trenes, cuya fase de diseño debería completarse a finales de 2017 y entrar en servicio en 2022. Posteriormente, se llevó a cabo un período de desarrollo de 18 meses. Durante este tiempo, el diseño del nuevo tren se definió después de examinar varios arreglos conceptuales; También se evaluaron varias innovaciones recientes para determinar su posible inclusión, y los beneficios y costos de dichas inclusiones se discutieron individualmente en detalle con la SNCF.
En julio de 2018, el diseño estaba completo y el fabricante le dio la marca Avelia Horizon. Ese mismo mes, SNCF realizó un pedido de 2.700 millones de euros por 100 trenes; Este pedido iba acompañado de opciones para cambiar potencialmente la cantidad del pedido, así como un paquete de mantenimiento. SNCF observó que los costes unitarios del nuevo tren eran un 20 por ciento menos que los del antiguo TGV Duplex. Las consecuencias económicas de este pedido incluyen la creación de 4.000 nuevos puestos de trabajo en todo el sector ferroviario francés, en gran parte dentro del sector manufacturero mediante la contratación de diez de las instalaciones de Alstom en Francia durante un período de diez años; también se promocionó como un impulso a la productividad de la SNCF, controlando sus costos e incrementando su participación en el mercado.
Entre 2018 y 2022 se llevó a cabo el diseño detallado del tren, junto con la preparación de la producción y los pasos necesarios para su certificación que permita su operación. En julio de 2020, Alstom anunció que había comenzado a fabricar carrocerías para el TGV M en su planta de La Rochelle; Las pruebas estáticas de los primeros vehículos comenzaron en el verano de 2021, mientras que las pruebas dinámicas comenzaron un año después. La primera fase de prueba comenzó en la República Checa en diciembre de 2022 y está previsto que continúe hasta el verano de 2023.

## Diseño
El TGV M es un tren de alta velocidad que se promociona como un diseño totalmente francés. Además, también es miembro de una familia más amplia de trenes de alta velocidad, denominada Avelia, que se ha desarrollado para el mercado ferroviario mundial de alta velocidad. En términos de su configuración básica, se trata de un tren push-pull, que comprende vagones motores en ambos extremos junto con entre siete y nueve vagones de pasajeros de dos niveles en una disposición articulada.

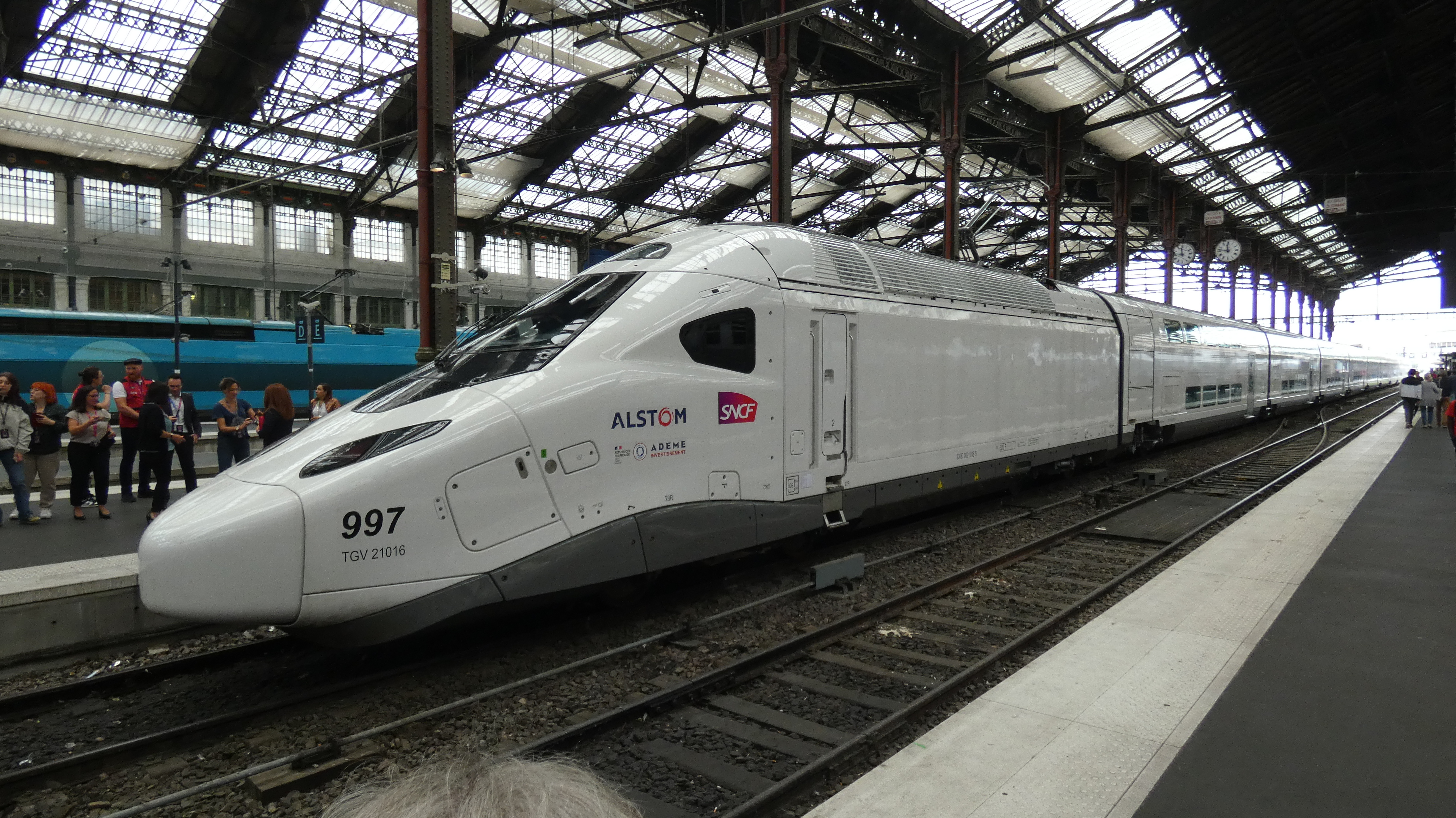
Tren en París en 2023.

En comparación con la generación anterior del TGV Euroduplex, los coches motores se han acortado 4 m cada uno, gracias en parte a los motores de tracción ahora montados directamente en los bogies. Mover los transformadores principales al bastidor deja suficiente espacio para los equipos auxiliares. Cada vagón de pasajeros también se ha acortado en 1 m, lo que da como resultado un tren de 9 vagones de pasajeros con una longitud total de 202 m, con la opción de formaciones más cortas.
El TGV M ha sido diseñado para ser fácilmente adaptable. Está equipado con un interior modular que permite al operador adaptar el mismo diseño básico para adaptarse a diversos tipos de experiencias de los pasajeros y tendencias del mercado. Es posible reconfigurar rápidamente un autocar o tren individual; Según se informa, los vagones de primera clase se pueden convertir en vagones de segunda clase en medio día. Se pueden agregar o quitar características como almacenamiento de equipaje, portabicicletas y asientos adicionales cuando sea necesario. Cuando está equipado con el diseño interior de mayor capacidad, cada tren es capaz de transportar hasta 740 en lugar de los 634 pasajeros actuales.
El TGV M será el primer tren de alta velocidad del servicio SNCF que tendrá una conectividad digital completa, proporcionada a través de una red de Internet a bordo optimizada que, según se informa, es capaz de integrar futuras innovaciones. Entre otros beneficios, esto facilitará la provisión de WiFi a bordo junto con pantallas de información para los pasajeros en tiempo real en todo el tren. Un sistema de aire acondicionado gestionado inteligentemente proporciona un control climático preciso para mayor comodidad; El flujo de aire se gestiona a través de una serie de rejillas de ventilación en el techo. A través de una serie de plataformas giratorias y elevadoras, los pasajeros con problemas de movilidad pueden moverse de forma independiente a través de los vagones. SNCF ha declarado que cada zona del tren se diseñará teniendo en cuenta la accesibilidad para todos los viajeros, incluido el embarque totalmente independiente.
El TGV M es capaz de alcanzar una velocidad máxima de 350 kilómetros por hora, siendo sus motores eléctricos capaces de generar hasta 8 megavatios (11.000 hp) de potencia. Una reducción del 20 por ciento en el consumo de energía se debe a la eficacia de su frenado regenerativo. Además, cada tren está compuesto casi en su totalidad por materiales reciclables; el uso de materiales más ecológicos resultó en una reducción del 37 por ciento en la huella de carbono del TGV M con respecto a la de sus predecesores. Mediante el uso de sistemas de diagnóstico remoto, que facilitan la adopción de prácticas de mantenimiento predictivo, el fabricante ha afirmado una reducción del 30 por ciento en los costes de mantenimiento. Además, una gran proporción de los componentes utilizados se benefician de un diseño optimizado que simplificará los procedimientos de mantenimiento y facilitará intervalos más largos entre las acciones de mantenimiento.